# Anax tristis
Anax tristis är en trollsländeart som beskrevs av Hagen 1867. Anax tristis ingår i släktet Anax och familjen mosaiktrollsländor. IUCN kategoriserar arten globalt som livskraftig. Inga underarter finns listade i Catalogue of Life.